# Matthias Joseph Scheeben
Matthias Joseph Scheeben (Meckenheim, 1º marzo 1835 – Colonia, 21 luglio 1888) è stato uno scrittore, teologo e mistico tedesco.

## Biografia
Studiò all'Università Gregoriana di Roma al seguito di Carlo Passaglia e Giovanni Perrone dal 1852 al 1859 e visse al Collegio Germanico.
Fu ordinato sacerdote il 18 dicembre 1858. Insegnò teologia dogmatica nel Seminario diocesano di Colonia dal 1860 al 1875.
Nei suoi studi trattò prevalentemente temi fondamentali del cristianesimo, come la grazia, facendo uso delle fonti patristiche. Si schierò a favore dell'infallibilità pontificia, suscitando polemica.

## Opere
- Natur und Gnade (1861)
- Quid est homo, sive controversiae de statu naturae purae (1862)
- Die Herrlichkeiten der göttlichen Gnade (1863)
- Die Mysterien des Christentums (1865)
- Handbuch der katholischen Dogmatik (4 voll., 1873-87), incompleto.